# ASOS
Asos.com (/ˈeɪsɒs/ ei-soss) er en britisk online webshop med mode og skønhed. Siden er primært rettet mod unge og sælger over 850 brands og sin egen kollektion af tøj og accessories. ASOS er en af verdens største online butikker indenfor sit segment, og i august 2015 havde firmaet ASOS PLC med hovedkontor i Camden Town nettoværdier for 237.3 millioner britiske pund.
Asos.com sælger dametøj, herretøj, sko, accessories, smykker og skønhedsprodukter: over 80.000 forskellige varer. ASOS har hjemmesider for Storbritannien, Australien, USA, Frankrig, Tyskland, Spanien, Rusland, Italien og Kina, og derudover sender de til over 140 lande fra depoter i Storbritannien, USA, Europa og Kina. I hoveddepotet i Barnsley i South Yorkshire er der 3.000 ansatte.
Den danske rigmand bag Bestseller koncernen, Anders Holch Povlsen, ejer 27,6% af aktierne i ASOS; de er værdisat til ca. 2.5mia danske kroner. 

## Sponsoraftaler
Asos.com sponsorede i 2014-sæsonen McLarens Formel 1 hold.